# ベタープレイス
ベタープレイス（Better Place）はかつて存在した、カリフォルニア州パロアルトが拠点のベンチャー支援企業である。電気自動車を支える市場型の交通インフラストラクチャー創設を通じて石油への世界的依存を減らすことを目的としていた。
この企業の創設者でありCEOであるシャイ・アガシによると、彼のヴィジョンは2005年開催のスイスダボスの世界経済フォーラムでクラウス・シュワブにより尋ねられた質問から着想を得た。「あなたはどのようにして2020年までに世界をより良い場所 にしますか」（"How do you make the world a better place by 2020?"）という質問であった。
ベタープレイスはイスラエルで最初のEVネットワークを建設中であり、協力相手の中からデンマークとハワイ州を それらの小規模サイズの土地により他の2つの試験市場として選んだ。必要な電気は太陽電池アレイと風車群の再生可能エネルギーにより発生させることができるが、実際は大部分を化石燃料を基本にする送信網の電力を使用するであろうということである。デンマークとイスラエルは、無公害車と伝統的な自動車の間で区別した税を創設する政策を制定し、電動輸送機器（EV）への移行の加速を図った。ベタープレイスは最初の配備を2010年に開始し商業販売を2012年に開始することを基本として国ごとにインフラストラクチャーを配備する計画をしている。
この会社は世界中でさらに25以上の地域で話があると言っている。オーストラリア、オンタリオ州、オレゴン州、カリフォルニア州 はまたベタープレイスEVネットワークの配備を公表した。この会社は最初の実用的なイスラエルの充電ステーションを2008年12月の第1週にPi-Glilot地区のCinema Cityでオープンし、さらなるステーションがテルアビブ、ハイファ、クファール・サバ、ホロン、エルサレムに計画され開設されている。ベタープレイスの最初の研究開発施設はイスラエルのテルアビブに位置する。
2013年5月26日、会社の解散と清算を表明、裁判所に破産管財人の指名を申請した。

## 始動
この会社は、2007年10月29日にシャイ・アガシによりプロジェクト・ベタープレイス（Project Better Place）として公に開始された。2009年4月時点で、それはすでに$4億を調達し、いくつかの国と州は税制優遇措置を提供している。
2008年1月に、ベタープレイスは世界初の充電網オペレーター（ERGO）モデルをイスラエルに建設するためのルノー・日産との了解覚書（MOU）を発表した。その契約のもと、ベタープレイスは充電網を建設し、ルノー・日産は電動輸送機器（EV）を供給する。2009年に、ベタープレイスは数百の充電ステーションを配備する予定があり、この会社は2011年に広範囲の配備へと進展する。ルノーは2011年の配備に合わせて、交換可能な電池を備えた自動車を開発するために3年で$6億を投じた。ルノーはメガーヌセダンのような現行自動車の電動式モデルを、それでありながら同様のガソリンモデルに対して競争力のある価格で提供することになっている。

## ビジネスモデル

### 構想の歴史
1890年代後半から1920年代まで蒸気自動車、内燃機関自動車、電気自動車が主な競合するテクノロジーとして出現したとき、交換可能な電池サービスの構想は電動式の自動車とトラックの限られた運行範囲を克服するために早くも1896年に初めて提案された。
この構想はGeVeCo電池サービスを通じてHartford Electric Light Companyにより初めて実施され、最初は電動式トラック向けに利用可能であった。この車両の所有者はGeneral Electric Company（GVC）からその車両を電池なしで購入し、その電力は交換可能な電池を使用したHartford Electric社から購入された。所有者はマイルごとの変動料金と毎月のサービス料金をトラックの整備と保管をまかなうために支払った。迅速な電池交換を簡単にできるように車両と電池の両方が改造された。このサービスは1910年から1924年の間に供給され、その期間に600万マイル以上が対象として扱われた。1917年の初め、同様の成功を収めたサービスがシカゴで運営され、それはMilburn Light Electricの自動車を同様に電池なしで購入できた所有者向けであった。

### ベタープレイスモデル
ベタープレイスは顧客が走行距離を購入する契約を結ぶビジネスモデルの実施を先取りし、それは通話時間記録の顧客契約である携帯電話産業によく似ている。携帯電話機の購入が分単位の携帯電話サービス契約により補助金を受けるように、電気自動車の初期費用もまた進行する距離分に応じた契約により補助金が受けられる。ベタープレイスは当初の予定として2010年の料金をUS$0.08/mile、その後2015年までにUS$0.04/mile、2020年までにUS$0.02/mileにするつもりである。ガソリン自動車が燃料と別個に販売されるのと同じように、その電気自動車はベタープレイス電池パックという「燃料」と別個に製造販売される。（1か月に数回の支払い以外で燃料を所有しないのと同様に、電池を所有しないで1か月に1回ベタープレイスに支払い、内わけには日常の充電と電池交換が含まれる。）顧客は電池パックを購入することができない。その代わりに、それをベタープレイスから借り受けなければならない。距離に応じた料金は電池パックの借り入れ、充電と交換のインフラストラクチャー、持続可能電力の購入、利益分、投資家資本コストを包括する。
ベタープレイスは、ネットワークの競合を容易にする充電ネットワークを交えて充電するための国際規格の使用と開かれた利用の委託を政府に要求している。SAE J1772のような標準化の努力は、しかしながら、2009年8月年現在まだ世界的な総意が与えられていない。ベタープレイスはSAE J1772-2009と同じピン設計のコネクターを使用したCharge Spotの充電ステーションを披露しているが、非標準の三角プラグに入れられる。彼らはまたMennekes/VDE-AR-E 2623-2-2 IEC 62196コンセントを使用した壁取り付け型の充電ステーションを披露している。ベタープレイスのネットワークの外部での電池パック交換はすることができず、またパック標準化の努力はまだ開始されていない。ベタープレイスはイスラエルで最初に配備されたネットワークを発売して利益になる充分な量の契約を先行販売した。

## 自動車と電池

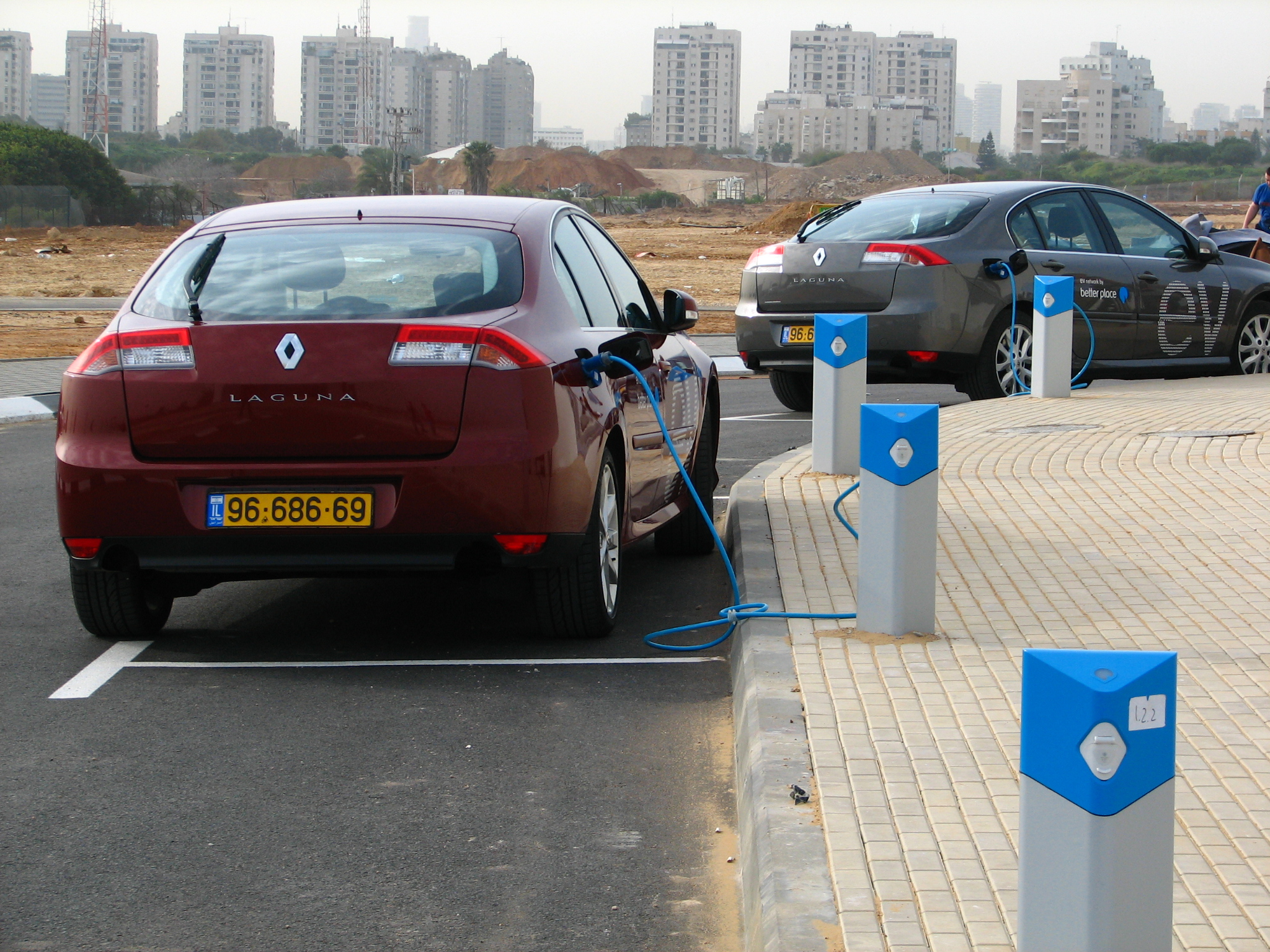
イスラエルのテルアビブ北部ラマト・ハシャロンPi-Glilot地区にあるベタープレイス顧客センターにて充電中の、ルノー・ラグナEVを改造した試作車。

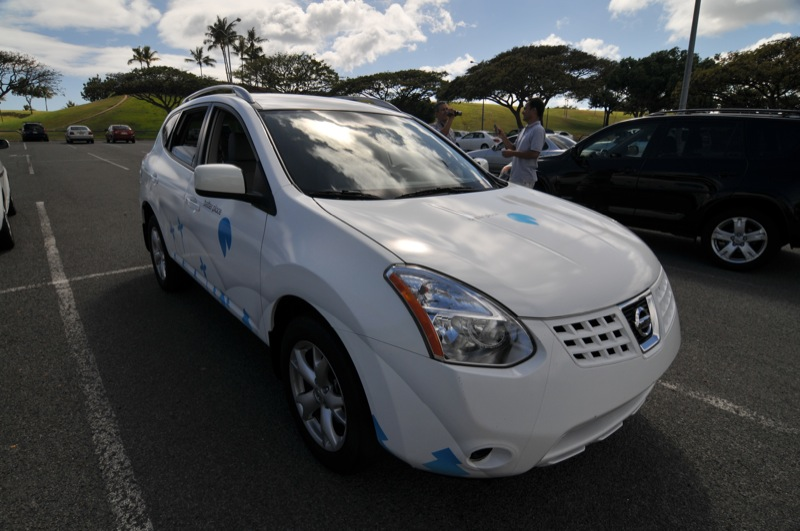
日産eRogue、ハワイ州にて。

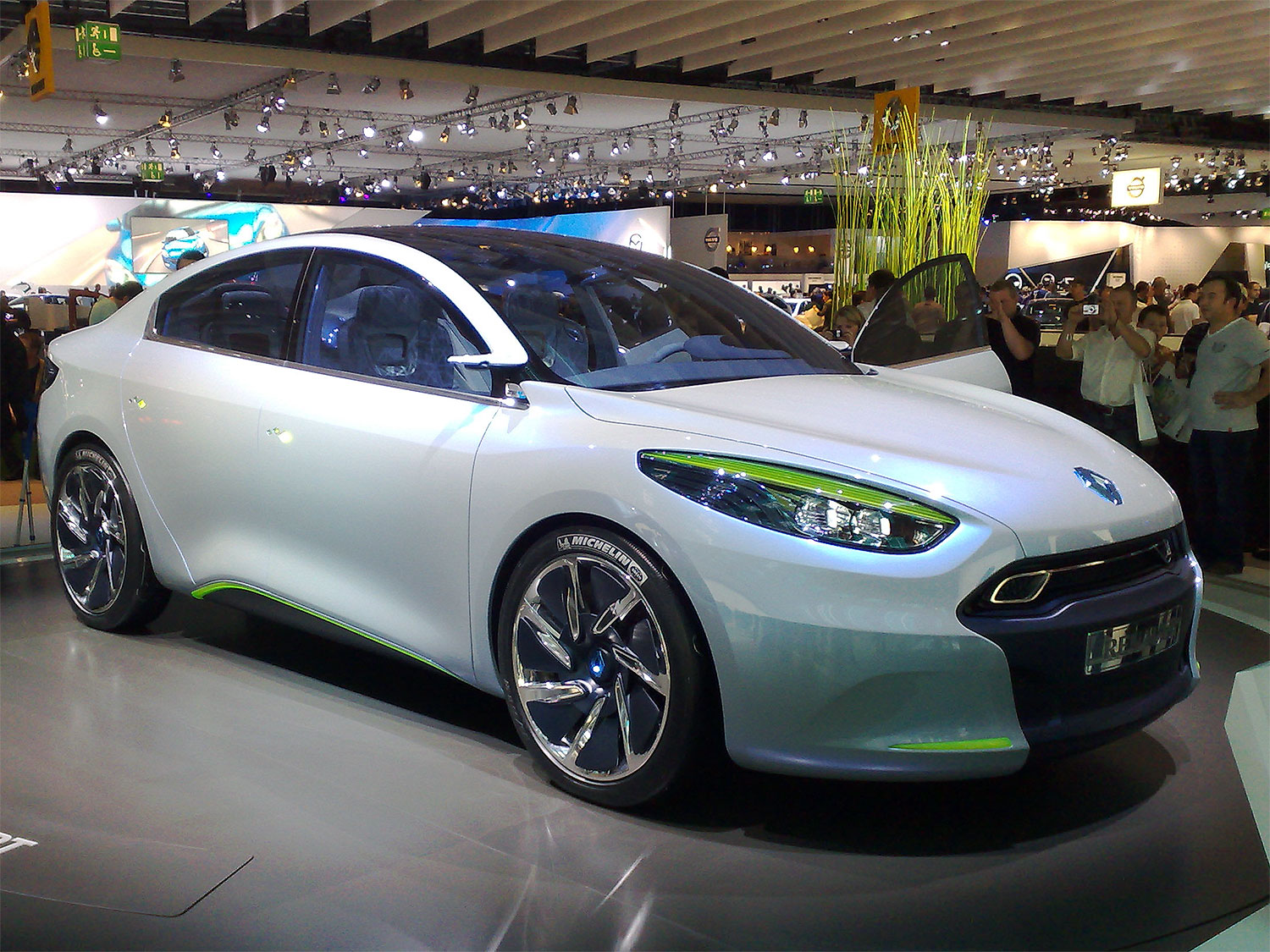
ルノー・フルエンスZ.E.はベタープレイス・ネットワークで利用できる最初のBEVであり、2011年から販売予定。

最初の試作車は、燃料タンクの代わりに電池を、内燃機関の代わりに電動モーターを装備したルノー・ラグナである。その電池はリン酸鉄リチウムイオン装置である。1つの電池だけで自動車が走る距離は、およそ160キロメートル (99 mi) から190キロメートル (120 mi) である。サービスステーションで電池を交換することにより、充電スポット同士のより長い距離は電池交換インフラストラクチャーの地理的分布によってのみ制約を受ける。
2番目のデモ車は電気自動車の日産eRogueであり、セダンとSUVの中間の大きさであるルノー・日産Rogueを基礎にしている。
ルノー・フルエンスZ.E.は2009年9月15日のフランクフルトモーターショーにて、交換可能な電池を使用してベタープレイス・ネットワークで利用できる最初の電気自動車として発表された。それは連邦と州のどの税金払い戻しも適用される前に、US$20,000以内の価格でベタープレイスとの契約とともに販売される予定である。2010年4月にルノーはフルエンスZ.E.の販売がイスラエル、デンマーク、その他のヨーロッパで2011年に予定されていると発表した。
これらの電気自動車の床取り付け式の電池パックは数分のみで交換されるように設計され、ベタープレイスとテスラモーターズにより提案されているような電池交換サービスを可能にしている ベタープレイスの見込みでは、電池パックは寿命の中でマイルあたりUS 4¢から5¢の費用。充電あたり160 km (100 mi) の距離を自動車に供給、2000回の充電サイクルを果たし、8年間持続するということである。

## 電池交換ステーション
ベタープレイスは、運転者が自分の自動車の使い果たした電池パックと完全に充電したものを1分足らずで交換できる電池交換ステーション（battery-switch station、またはbattery-swap station） を実演した。充分な数の電池交換ステーションがあれば、運転者は長距離旅行の時に走行範囲の制約を受けない電気自動車を所有することになる。各交換ステーションは$500,000の費用が掛かる予定であるが、ベタープレイスCEOシャイ・アガシは典型的なガスステーションの半値の費用と言った。
2009年5月12日に、ベタープレイスは日本の環境省に招待された横浜で電池交換ステーションを一般初公開した。実演された電池交換ステーションはガスステーションの自動洗車によく似たものが用意された。車両は傾斜を上がり、交換台に真っ直ぐ揃えられた。電池器具はそれから車両の底部の方にかみ合って上がった。その器具は電池と接触し、取り外し、下げて、その取り外した電池パックを自動車から離れた場所に移動した。充電された電池パックはそれから差し込まれた。取り外された電池のほうは充電格納庫に返された。電池交換は2分以内で完了して車両は発車した。電池交換はガソリンのタンクを満タンにするより短い時間で済むように設計されている。電気自動車の需要を維持するために、ベタープレイスは市場の他の自動車と競争力のある車両を維持するための取り組みを開始した。電気自動車の所有をもっと実用的にするインフラストラクチャーの建設により、彼らは需要の増加を期待した。これは多くの自動車メーカーが言っている中心的関心事であり、またその関心は電気自動車の大量生産に拍車を掛ける役に立つと言っている。
2009年5月14日に日本の横浜で披露された最初の試作電池交換ステーションは、ベタープレイス研究開発グループのチーフエンジニアを務めるヨアヴ・ヘイカルにより設計された。
この会社は、ガスステーションの通常業務と一緒に運営することになる電池交換ポイントを設置するという、ドル・アロン・エナジー社との合意に署名している。試験がその後数週間以内に開始されることになっている。ドル・アロンのCEOイスラエル・ヤニヴは次のように言った。「ドル・アロンは将来の電気自動車オーナーがガスステーションでの電力補給サービスを受られるようになる最初のエネルギー企業です。私たちは、このベタープレイスとの合意を、企業の活動にとって真の価値と革新を創造する戦略的協力関係であると考えています。」
2010年4月に、交換可能電池の電気タクシーの90日間実演プロジェクトが日本交通との共同企画として東京で開催され、日産のガソリン動力クロスオーバー多目的車（デュアリス）を3台使用。いずれもA123システムズにより供給された交換可能電池を装備して電気タクシーに改造されたものであった。都内に配備された電池交換ステーションは2009年に実演された横浜の交換システムよりさらに進歩したものである。この東京での電池交換システムの3か月の実地テストは59.1秒の平均交換時間であった。それにより、交換過程は自動車タンクをガソリンで満たすよりもクリーンで早く、運転者はその全体の時間を車内で過ごす、ということが示された。

## 投資家
この会社は様々な資金源から資金調達をし、そこに含まれるのは、バンテージポイント・ベンチャー・パートナーズ、イスラエル・コーポレーション（33%保有）、イスラエル・クリーンテック・ベンチャーズ、モルガン・スタンレー、エイコンズ・トゥ・オークスII、Esarbeeインベストメンツ・カナダ、GCインベストメンツLLC、Museaベンチャーズ、オフェル・グループ、Vyikraパートナーズ、ウルフェンソン& Co.、マニブ・エナジー・キャピタルである。
ベタープレイスはAGLエナジーと金融アドバイザーのマッコーリー・キャピタル・グループとの合意を発表した。$10億（オーストラリア・ドル）の調達と再生可能エネルギーを動力にする電動輸送機器（EV）ネットワークの配備を開始するという合意であった。ベタープレイスによると、持続可能な機動性のための彼らのモデルはオーストラリアが石油からの独立へ動くために役立つ。世界で7番目に高い一人あたりの自動車所有率とともに、この国は前年の100万台以上の新たな自動車を加えもう少しで1500万台の自動車が道路を走る。
2010年1月に、イスラエル・コーポレーションがこの会社に$1億の投資を完了した時、投資家のコンソーシアムはさらにUS$3億5000万をベタープレイスに投資する契約に署名し、「ベタープレイスは近い時期に電気自動車の大量採用を可能にする技術的かつ商業的な解決策を有している。」という彼らの自信を引用した。そのコンソーシアムは$1億2500万を投資したHSBCに主導され、モルガン・スタンレー・インベストメント・マネジメントとラザード・アセット・マネジメントが含まれる。この契約はHSBCによるその種類で最大の金融投資の1つに相当し、ベタープレイス取締役会の椅子と、この会社の株式のおよそ10%を獲得することになる。
しかしながら、充電インフラストラクチャーを供給するにあたり一元的モデルの有効性に関して疑念が浮上し、このモデルが広く採用されないであろうと幾分の予期がなされている。

### パートナー
2008年5月に、この会社はテルアビブの記者会見で電気自動車の試作を公開した。シャイ・アガシは、この会社のパートナーであるルノー・日産アライアンスが交換可能な電池の電気自動車の開発に$5億から$10億の投資をする期待を持てそうだという見込みを立てた。
他の製造会社とのさらなるパートナーシップは発表されていない。テスラの車両工学のVP兼チーフエンジニアを務めるピーター・ローリンソンは「異なる電池は異なる自動車に適合する。電池を単独のものとして見るのはあまりに単純化をし過ぎている 」と言っている。
ベタープレイスはまたサンフランシスコ市とハワイ州で充電網を開発する計画を発表した。
ベタープレイスは、プラグイン・ステーション建設を約束したオーストラリアの金融グループマッコーリーと、それらのステーションを再生可能電力で稼働することを約束したオーストラリアの公共事業AGLエナジーとともに仕事をすることになっている。

## 反応
2008年3月に、ドイツ銀行のアナリストは熱情的なレポートを発行し、そこで述べるところによると、この会社の手法は「大規模な混乱」を自動車産業に引き起こし、また「ガソリンエンジンを完全に排除する潜在性」を有する「パラダイムシフト」になり得る、ということである。3か月後、同機関は別のレポートを発行し、「電気自動車は広く認められるさらにはるかなる発展の定めにある」ということを見出している。同レポートは「電池テクノロジーの改善は電力の増加、電気推進の増加、より大きな燃料節約の獲得が見込まれる」と述べている。
2008年6月26日に、シャイ・アガシはマサチューセッツ州のエド・マーキー下院議員が議長を務めるアメリカ合衆国下院エネルギー自立地球温暖化問題特別調査委員会の前で明かした。そのヒアリングは、“$4 Gasoline and Fuel Economy: Auto Industry at a Crossroads” と題され、そこで扱われたのは、Energy Independence and Security Act (EISA) of 2007の制定に対する反応の中で提案されたガソリン価格と燃料節約基準の論争を担う際、自動車産業と連邦政府が果たす将来的な役割に関してである。
2009年にメディアレポートは、ベタープレイスのビジネスモデルと費用に関する危惧を示唆し、そこで引き合いに出されたのはステーションごとに最大$500,000ということであり、$50,000から$60,000の費用が見込まれる高速充電ステーションと対比させた。

## 各国

### オーストラリア
オーストラリアでのネットワーク展開は、全豪で展開される前に東海岸の主要都市で開始する。500か所の充電ステーションが、現在操業している既存のガソリンステーション13,000か所に相当する範囲を提供すると見込まれる。この展開の総費用は$10億から$12.5億AUDになるという。現在オーストラリアは$200億から$300億AUDを燃料に消費している。オーストラリアのネットワーク展開はデンマークのネットワーク展開後6か月から1年での展開が見込まれている。電気の交通への切り替えは現在の送電網負担を7%増加させると見積もられている。

### 中国
ベタープレイスは中国最大の自主ブランド自動車メーカー奇瑞汽車との了解覚書に署名した。それは地方政府が支援する試験プロジェクトで使用される電気自動車の試作を開発するというものであった。

### デンマーク
ベタープレイスはデンマークの主要なエネルギー企業エルステッドと協力関係にあり、電気自動車とインフラストラクチャーをデンマークに導入するため€1億300万ユーロ（7億7000万デンマーク・クローネ）の投資をしている。この国は現在風力エネルギーから20パーセントを発電しているが、現在の公共事業には余剰電力を備蓄する方法がないためその多くは輸出している。ベタープレイスモデルとともに、エルステッドは既存送電網と電気自動車電池への影響力を期待している。それらは多量の風力発電を利用し備蓄をするため、また交通量を適切に流通させるためのものである。

## 賞
Edmunds.comは電池交換インフラストラクチャー開発者クーロン・テクノロジーズとベタープレイスを年1回行われるグリーンカー・ブレークスルー・アワードの最初の受賞者として選んだ。

## 類似プロジェクト
ベタープレイスに加えて、多くの会社が充電ステーションネットワークを開設している。フランスでは、フランス電力公社（EDF）とトヨタ自動車が道路、車道、駐車場にPHEVのための充電ポイントを設置している。EDFはまたエレクトロモティーブ社と協力関係にあり、それは2007年10月から6か月かけてイギリスのロンドンその他の場所に250か所の新たな充電ポイントを設置するためのものである。クーロン・テクノロジーズはアメリカ合衆国の至る所に「ChargePoint」充電ステーションネットワークを配備している。2009年3月に、テスラモーターズはモデルSプラットフォーム車のサービスのために電池交換ステーションを配備する協力関係を発表した。EV Charger News により運営されるEV Charger Maps プロジェクトは全国の充電ステーションの一覧を運営し、電気自動車オーナー向けの実用的な情報を提供するボランティア活動である。タクシー乗り場のような特定の用途のために、充電ポイントもまたインストールすることができる。